# 王珝
王珝（1472年—1527年），字汝溫，號灤江，直隶永平衛人，官籍。明朝政治人物，弘治己未進士，官至兵部侍郎。

## 生平
順天府鄉試第五十三名舉人，弘治十二年（1499年），登己未科會試第二百二十三名，三甲一百二十九名进士，十八年六月授兵科給事中，正德二年（1507年）九月升工科左给事中，四年（1509年）四月，陞刑科都给事中，七年三月升順天府府丞。正德九年二月，升任都察院右佥都御史、提督雁门等关兼巡抚山西，十一年三月因禦寇失利貶為浙江布政司左參議。十二年正月升河南右参政，十四年三月升都察院右佥都御史、巡抚山东等处，十六年十一月升右副都御史、巡抚陕西，嘉靖四年（1525年）升南京大理寺卿，五年十月官至兵部右侍郎，六年五月卒，賜祭葬。

## 家族
曾祖王中；祖王福山；父王信。母竇氏。具庆下。兄王瑞（指挥佥事）、王去疾、王玠。弟王玭。長子王道平，荫國子生。